# Helene von Nostitz

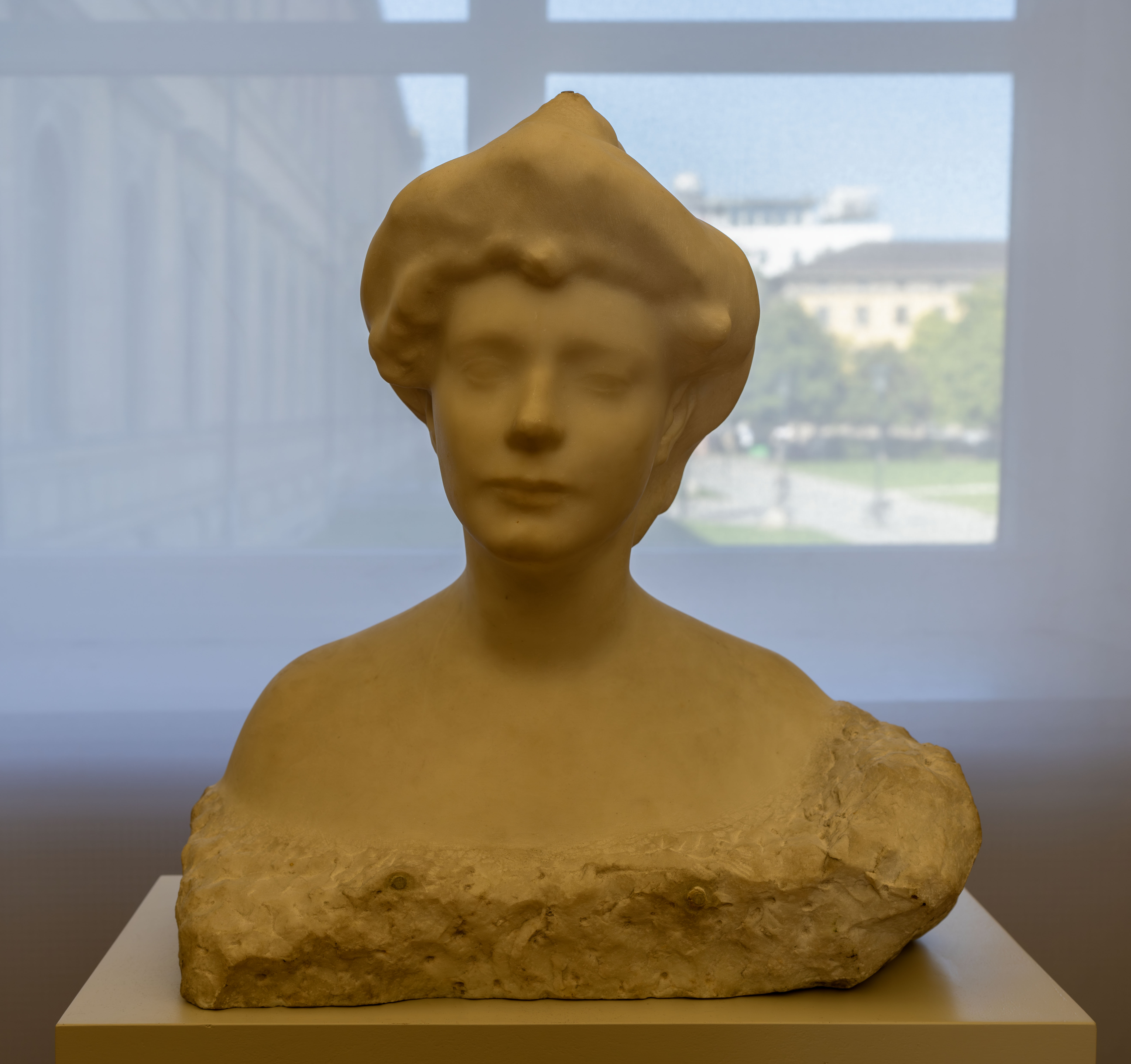
Auguste Rodin: Helene von Nostitz, 1907, Neue Pinakothek München

Helene von Nostitz, geborene Helene von Beneckendorff und von Hindenburg (* 18. November 1878 in Berlin; † 17. Juli 1944 in Bassenheim; auch Helene von Nostitz-Wallwitz) war eine deutsche Schriftstellerin und Salonnière. Sie war die Nichte des späteren Reichspräsidenten Paul von Hindenburg.

## Leben

Autographe Buchwidmung mit Unterschrift

Helene von Nostitz wuchs in Berlin und Florenz auf. Sie war Tochter des Generalmajors Conrad von Beneckendorff und von Hindenburg (1839–1913) und Gräfin Sophie Thusnelde Wilhelmine zu Münster-Grothaus (1851–1933). Sie verbrachte ihre Jugend aber bei ihrem Großvater, dem Diplomaten Georg Herbert zu Münster, hauptsächlich in Paris. So nahm sie schon früh am kulturellen Leben der europäischen Hauptstädte teil. 1904 heiratete sie den sächsischen Juristen und Diplomaten Alfred von Nostitz-Wallwitz. Sie lebte mit ihm zunächst in Dresden, ab den 1920er Jahren in Berlin. In ihrem Salon in der Maaßenstraße (Schöneberg), später in der Goethestraße in Zehlendorf, begegneten sich ausländische Diplomaten und deutsche Schriftsteller. Ihr Mann war Präsident des Deutsch-Französischen Studienkomitees und konnte daher leicht die Kontakte anbahnen. Regelmäßig besuchte sie auch Paris, die Stadt ihrer Jugend; zuletzt im Jahr 1943.
Im Oktober 1933 unterschrieb sie gemeinsam mit acht weiteren Frauen und 79 männlichen Schriftstellern das Gelöbnis treuester Gefolgschaft für Adolf Hitler.
Die Autorin war mit zahlreichen Künstlern und Schriftstellern befreundet, unter anderem mit Auguste Rodin und Hugo von Hofmannsthal. Hofmannsthal setzte Helene von Nostitz, der „anmutigsten und schönsten jungen Frau“, die er in Deutschland kannte, im Gespräch über den ,Tasso‘ von Goethe und im Schwierigen literarische Denkmale. Rainer Maria Rilke wurde von ihr beim gemeinsamen Aufenthalt an der Ostsee 1913 zu zwei Gedichten inspiriert. Als Essayistin und Memoirenschreiberin beschrieb Helene von Nositz die „alte Welt“ des Hochadels und deren Verbindung zur „neuen geistigen Aristokratie“, wozu sie ihre befreundeten Künstler zählte.
Ihre von Rodin gefertigte Büste stand 1999 im Mittelpunkt einer ihr gewidmeten Ausstellung in München.

## Werke
- Aus dem alten Europa, 1924
- Rodin in Gesprächen und Briefen, 1927
- Berlin, 1929
- Potsdam, 1930
- Hindenburg at home, 1931
- Festliches Dresden, [Erstausgabe 1941], ²2001, ISBN 3-7684-4642-5
- Hugo von Hofmannsthal u. Helene von Nostitz. Briefwechsel. Hrsg. von Oswalt von Nostitz. S. Fischer, Frankfurt am Main 1965.
- Rainer Maria Rilke u. Helene von Nostitz. Briefwechsel. Hrsg. von Oswalt von Nostitz. Insel, Frankfurt am Main 1976.